# Arsakés II.
Arsakés II. (parthsky Aršak či Aršaka, řecky Αρσάκης) byl parthský král z rodu Arsakovců panující v letech 217–191 př. n. l. Ve starší literatuře je tento syn Arsaka I. často označován jako Artabanos I.
Za vlády Arsaka II., jinak špatně zdokumentované, probíhaly zdlouhavé boje s králem Antiochem III., který dokázal na čas obnovit seleukovskou moc v íránských krajích. Parthové utrpěli četné porážky, ztratili část nedávno dobytých území, jejich pozice však nebyla zlomena – to měli brzy pocítit nástupci Antiocha III.